# Maxisencillo

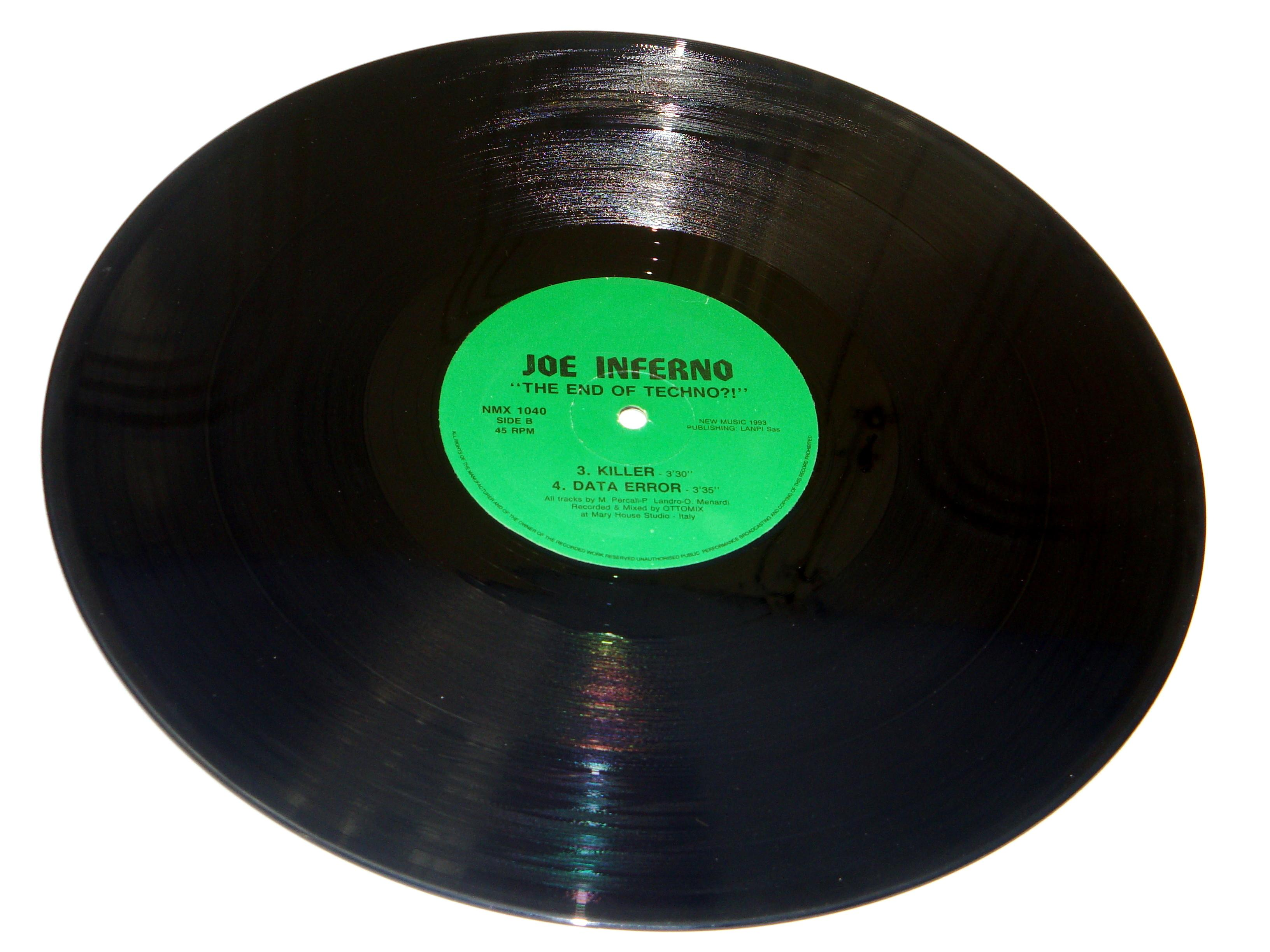
Maxisencillo de 45 RPM.

Un maxisencillo (del inglés maxi single), también llamado meramente maxi, es un formato musical para sencillos que presentan más de dos canciones.
Es un sencillo musical en formato de doce pulgadas (12", tiene el mismo tamaño de un LP). Generalmente un sencillo trae uno o dos temas como máximo: una canción en la cara A (el sencillo) y otra en la cara B (la canción acompañante); formato típico en un sencillo de siete pulgadas (7"). Un maxisencillo suele incluir de tres a cinco canciones. Este tipo de discos es un preludio de un posterior LP. Es muy común incluir en la cara B del maxisencillo canciones inéditas o si no también, canciones que quedaron descartadas del álbum.

## Primeros maxisencillos
El término entró en amplio uso en la década de 1980, donde usualmente lideraban los sencillos en vinilos de 12 pulgadas con tres o cuatro canciones. Una práctica típica fue el lanzamiento de dos canciones de sencillo en un vinilo de 7 pulgadas y un casete, y un maxi en vinilo de 12 pulgadas. También, desde los años 70 hasta el 1982 aproximadamente, era común la denominación super-single (supersencillo). Eran cortes que debían durar como mínimo 4:30 min. Estos formatos de versiones extendidas, también son muy utilizados en clubes, y locales de ocio nocturno, y en concreto, la conocida como club version, integrada en el mismo maxi.

### En discos compactos
Cuando los discos compactos comienzan a aparecer en formato sencillo en la década de 1980, las canciones se publican tanto en dicho formato como en vinilo. Es durante esta época cuando aparecen los CD sencillos con dos canciones, a imagen de los vinilos de siete pulgadas. De igual manera, a semejanza de los de 12 pulgadas, aparece el CD con tres o cuatro canciones, llamado maxisencillo.

### En casetes
Un casete en formato sencillo también aparecía publicado en dos formatos simultáneamente: el tradicional casete de sencillo con dos canciones, y el casete de maxisencillo, que contenía más canciones, generalmente remezclas. Esta práctica se hizo común a comienzos de 1990.

### En formato digital
Un maxisencillo digital es una serie de puntos de descarga en una base de datos que permiten el acceso al consumidor. Principalmente contienen remezclas y canciones inéditas para fomentar su comercialización. En los listados musicales, incluso si un sencillo tuvo un maxisencillo tradicional y un maxisencillo digital lanzado con el mismo contenido, se suelen considerar de forma independiente como publicaciones diferentes.

## Ventajas del maxi
El maxi es un adelanto de lo que será el lanzamiento de un disco completo. El artista o grupo que edita el maxi, publica en general de tres a cinco canciones a modo de adelanto del disco. Suele servir para presentar a un nuevo artista en la escena. En algunos géneros musicales como el hip hop se suelen incluir las instrumentales y a cappellas de los temas que componen el maxi.
Además de su función de promoción, su comercialización se fomenta al venderse bajo un precio asequible y obsequiar al consumidor con temas inéditos, remezclas exclusivas y otros extras (versiones extralargas, versiones explícitas, versiones raras), convirtiéndose prácticamente en un artículo de merchandising o coleccionismo.